# Who Is Afraid of Gender?
Who Is Afraid of Gender? è un singolo del cantautore italiano Immanuel Casto e della cantante italiana Romina Falconi, pubblicato il 3 giugno 2016 dalla Freak & Chic.

## Descrizione
Il brano è stato scelto come inno del Gay Village 2016.

## Tracce
Testi di Immanuel Casto e Romina Falconi, musiche di Filippo Fornaciari e Stefano Maggiore.
1. Who Is Afraid of Gender? – 3:52